# Campylopus cruegeri
Campylopus cruegeri är en bladmossart som beskrevs av Jean Édouard Gabriel Narcisse Paris 1900. Campylopus cruegeri ingår i släktet nervmossor, och familjen Dicranaceae. Inga underarter finns listade i Catalogue of Life.